# Szczepanów (gmina)
Szczepanów – dawna gmina wiejska istniejąca w latach 1934–1954 i 1973–1976 w woj. krakowskim i tarnowskim (obecnie woj. małopolskie). Siedzibą władz gminy był Szczepanów.
Gmina zbiorowa Szczepanów została utworzona 1 sierpnia 1934 roku w powiecie brzeskim w woj. krakowskim z dotychczasowych jednostkowych gmin wiejskich: Bucze, Łęki, Mokrzyska, Przyborów, Rudy-Rysie, Sterkowiec, Szczepanów i Wokowice. Po wojnie gmina zachowała przynależność administracyjną. Według stanu z dnia 1 lipca 1952 roku gmina składała się z 8 gromad: Bucze, Łęki, Mokrzyska, Przyborów, Rudy Rysie, Sterkowiec, Szczepanów i Wokowice. Gmina została zniesiona 29 września 1954 roku wraz z reformą wprowadzającą gromady w miejsce gmin. 
Jednostkę przywrócono w tymże powiecie i województwie wraz z reaktywowaniem gmin z dniem 1 stycznia 1973 roku. 1 czerwca 1975 gmina znalazła się w nowo utworzonym woj. tarnowskim.
1 lipca 1976 roku gmina została zniesiona, a jej obszar przyłączony do gmin:
- Borzęcin (obszary sołectw Łęki i Przyborów),
- Brzesko (obszary sołectw: Bucze, Mokrzyska, Sterkowiec, Szczepanów i Wokowice).